# 西瓦町
西瓦町（にしかわらまち）は、愛知県名古屋市中区の地名。

## 歴史

### 町名の由来
瓦師十左衛門の居住地であることに由来する。

### 沿革
- 1878年（明治11年）12月28日 - 前津小林村外二ケ村の内、西瓦町、東瓦町の内、北高麗小路・南高麗小路・五軒屋町を合併し、名古屋区西瓦町となる[3]。
- 1889年（明治22年）10月1日 - 名古屋市に編入され、同市西瓦町となる[3]。
- 1908年（明治41年）4月1日 - 中区編入により、同区西瓦町となる[3]。
- 1911年（明治44年）11月1日 - 前津小林の一部を編入する[3]。
- 1944年（昭和19年）2月11日 - 栄区編入により、同区西瓦町となる[3]。
- 1945年（昭和20年）11月3日 - 栄区廃止により、中区西瓦町となる[3]。
- 1969年（昭和44年）10月21日 - 一部が中区栄四丁目・栄五丁目にそれぞれ編入される[4]。
- 1977年（昭和52年）10月23日 - 全域が中区新栄一丁目に編入され消滅[3]。